# Gymnázium Olgy Havlové
Gymnázium Olgy Havlové je osmileté a čtyřleté gymnázium s všeobecným zaměřením, které se nachází v Ostravě-Porubě. Studijními výsledky svých žáků se řadí na 2. místo v Moravskoslezském kraji a na 20. v celé České republice. V roce 2016 zde studovalo ve 20 třídách 601 žáků a pedagogický sbor tvořilo 48 učitelů. Ředitelkou školy je Mgr. Jana Huvarová.

## Historie
Gymnázium vzniklo v roce 1972 oddělením od porubského gymnázia, tehdy sídlícím na Hrdličkově ulici, (dnes Wichterlovo gymnázium). V roce 1986 bylo přestěhováno z budovy na Thälmannově ulici (dnes Čs. exilu) do nynějších budov pavilonové školy na ulici Marie Majerové v Ostravě-Porubě. Ve školním roce 1990/1991 otevřelo primu a současně bylo zachováno čtyřleté studium. Se souhlasem tehdejšího prezidenta republiky Václava Havla se v roce 1996 přejmenovalo a nese čestný název „Gymnázium Olgy Havlové“.
V roce 2009 se stalo Fakultní školou Ostravské univerzity.

## Školní budova
Gymnázium je tvořeno komplexem několika budov – pavilonů. Je zde řada několik odborných učeben s nejnovějším vybavením, součástí školy je také venkovní sportovní hřiště. Škola nabízí výuku šesti jazyků (angličtina, španělština, němčina, francouzština, ruština, latina).

## Absolventi
- Lukáš Bárta
- Heidi Janků
- David Jařab
- Zuzana Kajnarová
- Marek Otisk
- Martin Jemelka
- Petr Šimíček
- Martina Benešová